# Élections générales espagnoles de 2015 en Navarre
Les élections générales espagnoles de 2015 (en espagnol : Elecciones generales de España de 2015) se sont tenues le dimanche 20 décembre 2015 afin d'élire les 350 députés et 208 des 266 sénateurs de la XIe législature des Cortes Generales. 5 députés sont élus en Navarre.

## Résultats

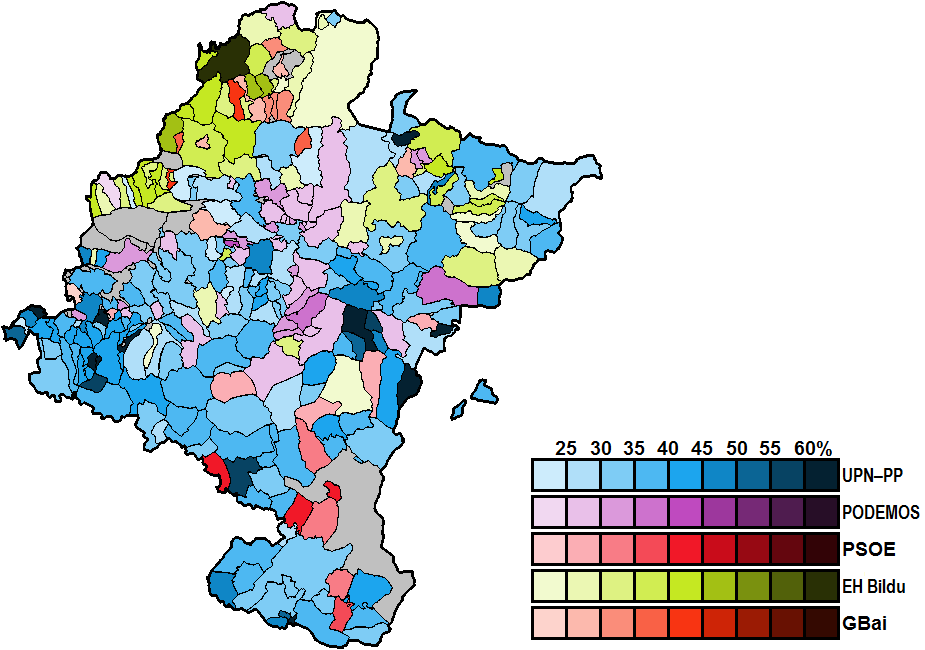
Résultats par commune.

| Parti                  | Parti                                                   | Voix    | %     | +/-  | Sièges | +/-           |
| ---------------------- | ------------------------------------------------------- | ------- | ----- | ---- | ------ | ------------- |
|                        | Liste commune UPN-PP                                    | 102 244 | 28,94 | 9,27 | 2      | en stagnation |
|                        | Podemos                                                 | 81 216  | 22,98 | Nv.  | 2      | 2             |
|                        | Parti socialiste ouvrier espagnol (PSOE)                | 54 856  | 15,52 | 6,50 | 1      | en stagnation |
|                        | Euskal Herria Bildu (EH Bildu)                          | 34 939  | 9,89  | 4,97 | 0      | 1             |
|                        | Geroa Bai (GBai)                                        | 30 642  | 8,67  | 4,14 | 0      | 1             |
|                        | Ciudadanos (Cs)                                         | 24 969  | 7,07  | Nv.  | 0      | en stagnation |
|                        | Liste commune IU-Batzarre-UP                            | 14 528  | 4,11  | 1,40 | 0      | en stagnation |
|                        | Parti animaliste contre la maltraitance animale (PACMA) | 2 343   | 0,66  | Abs. | 0      | en stagnation |
|                        | Union, progrès et démocratie (UPyD)                     | 1 452   | 0,41  | 1,65 | 0      | en stagnation |
|                        | Recortes Cero-Grupo Verde (RC-GV)                       | 956     | 0,27  | Nv.  | 0      | en stagnation |
|                        | Solidarité et autogestion internationaliste (SAIn)      | 913     | 0,26  | 0,06 | 0      | en stagnation |
|                        | Liberté navarraise (Ln)                                 | 576     | 0,16  | Nv.  | 0      | en stagnation |
|                        | Vote blanc                                              | 3 714   | 1,05  | 0,98 |        |               |
|                        |                                                         |         |       |      |        |               |
| Suffrages exprimés     | Suffrages exprimés                                      | 353 348 | 99,13 |      |        |               |
| Votes nuls             | Votes nuls                                              | 3 114   | 0,87  |      |        |               |
| Total                  | Total                                                   | 356 462 | 100   | -    | 5      | en stagnation |
| Abstention             | Abstention                                              | 146 058 | 29,07 |      |        |               |
| Inscrits/Participation | Inscrits/Participation                                  | 502 520 | 70,93 |      |        |               |